# 上吉影村藤衛門
上吉影村 藤衛門（かみよしかげむら とうえもん、生没年不詳）は、江戸時代中期の一揆指導者。

## 経歴・人物
常陸国茨城郡水戸藩領上吉影村の庄屋。宝永改革による藩の年貢増徴や夫役徴収に反対。改革の中止と改革担当者の松波勘十郎らの罷免を要求し、宝永6年（1709年）これを認めさせた（水戸藩宝永一揆）。